# モンテ・フマイオーロ
モンテ・フマイオーロ (Monte Fumaiolo) は、ロマーニャ（イタリア・ フォルリ＝チェゼーナ県）の山のひとつ。
高さは1407mで、トスカーナ州とマルケ州の州境のアッペンニーノ・トスコ＝ロマニョーロ山系にある。
その頂上付近には、ローマの運命の聖なる川テーヴェレの源泉があり、そしてフォルリ領内のバルゼという場所を横切り、さらに数キロほどでトスカーナ州に入る、サーヴィオ川とマレッキア川の源流もある。これら3つの源泉があるため「フィウマイオーロ」(Fiumaiolo) から名付けられたと思われている。